# 白色之戀 (台灣)
《白色之戀》原劇名為「愛。在手中」，2012年台灣偶像劇，該劇改編自1995年酒井法子、大澤隆夫、竹野內豐主演的經典日劇，由黑劍電視節目製作製作，由謝欣穎、鳳小岳、丁春誠與喻虹淵主演。該劇2012年2月14日在日本開鏡，於2月15日正式開拍，為期34天在日本北海道札幌市實景拍攝，返台後全劇都在高雄市繼續拍攝，2012年7月29日全劇殺青，該劇2012年10月14日於中視上檔，中天綜合台於2012年10月20日上檔，日本也預計於10月同步上檔。主要劇情以原版第一部為基礎改編，並增添新元素增加可看性。本劇獲得行政院新聞局101年度高畫質電視節目補助新台幣800萬元。台灣OTT平台LiTV 線上影視全套上架。

## 播出時間
以下時間以當地時間（台灣時間）為準

### 首播
| 片名     | 頻道                   | 所在地 | 播放日期及時間                                  |
| -------- | ---------------------- | ------ | ----------------------------------------------- |
| 白色之戀 | 中視                   | 臺灣   | 2012年10月14日起每週日晚間22:00播出             |
| 白色之戀 | 中天綜合台             | 臺灣   | 2012年10月20日起每週六晚間22:00播出             |
| 白色之戀 | 中視HD台（高畫質首播） | 臺灣   | 2013年1月26日起每週六、日19:00播出（一次播2集） |
| 白色之戀 | Now 101台              | 香港   | 2013年2月8日起星期一至五23:00播出               |

### 重播
| 片名     | 頻道 | 所在地 | 播放日期及時間                      |
| -------- | ---- | ------ | ----------------------------------- |
| 白色之戀 | 中視 | 臺灣   | 2012年10月21日起每週日下午16:30播出 |

## 故事大綱
故事發生在日本北海道的一個偏鄉。一個天生聾啞、與醫生外公相依為命的孤女何筠彩 (小彩)，因為外公生病，必須找接手的醫生來鄉下駐診。一位來自台灣的醫生楚永岫，自告奮勇前來幫忙。
在北海道的診所，小彩跟永岫的愛苗逐漸滋養，可是此時永岫突然因故急需返回台灣。永岫離開北海道時跟小彩承諾，一定會回來。但回到台灣的永岫，因意外失去記憶，完全忘記小彩是誰。此時，一個名叫夏祥琪的美麗女孩，她告訴小彩說，她和永岫是一對戀人。小彩大受打擊，但還是強打精神，不求回報的默默守護著永岫。
在小彩暗自關心失憶的永岫這段期間，因為她的堅強純真，反而讓永拓不自覺的被她吸引，進而愛上她…
就在小彩暗自期待永岫可以想起她；永拓為了獲得小彩的愛，拼命取悅她的同時，一場家產的爭奪戰也悄然浮上檯面。

## 演員陣容

### 主要演員
| 演員   | 角色            | 原著角色 | 介紹 |
| 鳳小岳 | 楚永岫          | 永井秀一 | 30歲，永拓之兄，台北永世綜合醫院創辦人的長子，優秀的外科醫生，因接到台灣打來父親病危的消息回到台灣，而發生意外喪失記憶，也忘記了與他約定私守一生的小彩。                                   |
| 謝欣穎 | 何筠彩 （小彩） | 倉本彩   | 22歲，天生樂觀的聽障孤女，從小因父母早逝，因而被在北海道的外公收養，護校畢業後在外公的小診所裡工作，也因此與來駐診的永岫相遇相戀並帶給她生命無限希望，但命運卻讓這段戀愛之路困難重重。     |
| 丁春誠 | 楚永拓          | 永井拓巳 | 26歲，永岫之弟，台北永世綜合醫院創辦人的次子，總是活在哥哥的陰影下，雖然同是醫生卻覺得父親對自己不公平，而養成了玩世不恭的行為舉止，但內心深處卻有著溫柔的一面，也因小彩的出現而有了改變。 |
| 喻虹淵 | 夏祥琪          | 結城祥子 | 28歲，把永岫當成今生唯一依靠，但內心卻十分不安，在永岫發生意外後，害怕永岫會離開自己，為了守護愛情不惜以死逼迫著永岫留下。                                                                 |
| 杜德偉 | 任文森          | 小森敏彥 | 台北永世綜合醫院副院長，也是院長夫人不倫戀對象，看似想幫助院長夫人，扶持他兒子當上院長，但其實心懷不軌想併吞醫院。                                                                         |

### 其他演員
| 演員   | 角色   | 原著角色   | 介紹 |
| 王道   | 楚一誠 | 永井誠一郎 | 永世醫院院長。個性剛毅，不擅表達情感，是傳統型的威嚴父親。本身就是很優秀又傑出的醫生，以32歲的年紀當上主治醫師，讓女友(家境富裕)非常開心，兩人相約去慶祝，沒想到碰上死亡車禍。這場車禍讓永岫的父親當場死亡、母親拼著一口氣準備生產，楚一誠的女友因為大量出血，急需止血，但是看到永岫的母親大著肚子，女友要他先救產婦，就這樣，他接生了永岫，卻讓永岫的母親跟自己的女友都死去。他的內心很痛苦，但還是負起照顧永岫的責任。他很疼愛親生兒子永拓，但當醫生太辛苦，他希望永拓可以走一條輕鬆的路，可是因為不擅表達，加上永拓進入叛逆期、嘉琳希望他可以繼承永世…種種的誤會都讓他跟整個家的關係變成緊張。 |
| 林美貞 | 韓嘉琳 | 永井美智代 | 永拓母親/院長夫人。美麗而偏執，一心想讓自己兒子永拓當上院長。韓嘉琳跟任文森原本是一對青梅竹馬的戀人，相約等任文森取得主治醫師資格後，就要完成終身大事，但後來卻嫁給楚一誠。本來他以為就要跟一個不愛的人攜手走完，可是任文森出現，給他很大的衝擊。再度跟任文森重逢，他內心燃起強烈的渴望，他想跟任文森在一起，可是想到永拓是無辜的，他只好忍下來，跟楚一誠當假面夫妻，半夜卻常常偷上任文森的床。甚至為了替永拓爭取院長的寶座，他不惜編造謊言，欺騙永岫說楚一誠是撞死他父母的兇手，讓永岫離開楚家…                                                                                                  |
| 徐貴櫻 | 趙金蓮 | 結城貴子   | 企業家；夏祥琪的母親。個性幹練，不說廢話的傑出女強人。本來對獨生女迷戀永岫這件事不以為意，認為時間久了，祥琪就會放棄這段單戀，沒想到，後來竟演變成永岫失憶，祥琪執意要嫁的局面。為了讓獨生女開心，他不得不考慮出資拯救汲汲可危的永世醫院… |
| 張家慧 | 黎美和 | 小泉美和   | 永世綜合醫院精神科醫師。表面上冷靜幹練，嚴肅不苟言笑，事實上跟永拓在一起的時候，他總是會流露出溫暖、包容的另一面，給永拓很大的安全感。國中時，曾因家貧趕到醫院去懇求楚一誠不要趕他重病的父親出院，可是沒想到楚一誠還是下了命令，讓他的父親在家中等死。後來靠著任文森的幫助，他完成學業，而且為了復仇，他選擇就讀醫學系，後來也如願進入永世工作。進入永世後，他第一個棘手的工作就是對永拓的不適任評估，因為這個緣故，他愛上了永拓，可是他告訴自己，殺父仇人之子不能愛，但是越是想跟永拓保持距離，永拓越是來找他，看到永拓脆弱的那一面，美和被融化，他真心真意的愛上這個不該愛也知道不會愛他的男人… |
| 趙菲芸 | 翁子園 | 遠藤園子   | 台北永世綜合醫院的護士，小彩的知心好友，總是默默的守護小彩並給予小彩支持，暗戀著永拓。 |
| 劉德凱 | 高炳宏 |            | 小彩的外公，因小彩父母雙亡而收養照顧小彩。 |

### 客串演員(台灣)
| 演員     | 角色       | 原著角色 |
| 葉羿君   | 美亮       |          |
| 陸廷威   | 阿義       | 新井義彥 |
| 葛西健二 | 田中       |          |
| 萱野可芬 | 春子       |          |
| 陳詩穎   | 小蘋果     |          |
| 王艾澤   | 小蘋果媽媽 |          |
| 高浩原   | 錢董事     |          |
| 李沁凝   | Mandy      |          |
| 王道南   | 總務課長   |          |

### 客串演員(日本)
| 演員       | 角色             |
| 三上勝由   | 村長             |
| 西野輝明   | 秋川             |
| 高梨Kaori  | 村長夫人         |
| 齋藤雅彰   | 加藤醫生         |
| 千廣哲也   | 鬼塚醫生         |
| 竹江緒子   | 光子             |
| 安井智美   | 前田老師         |
| 小野優     | 光子的兒子(俊司) |
| 下川恭平   | 小日尚           |
| 久禮涼介   | 小日尚朋友       |
| 山下中大   | 小日尚朋友       |
| 高橋響     | 迷路小朋友       |
| 菊池奈奈蘭 | 迷路小朋友母親   |
| 山野久治   | 病倒男路人       |

## 電視劇歌曲
| 曲別   | 歌名                | 演唱者 | 作詞   | 作曲   |
| 片頭曲 | 漂流木              | Aggie  | 韋禮安 | 韋禮安 |
| 片尾曲 | 你說你不快樂        | 王宏恩 | 王宏恩 | 王宏恩 |
| 插曲   | When you're smiling | 杜德偉 |        |        |
| 插曲   | 星空下的女孩        | 王宏恩 | 王宏恩 | 王宏恩 |
| 插曲   | 遠方                | 曾靜玟 | 天樂   | 鴉片丹 |
| 插曲   | 指尖前方            | 曾靜玟 | 天樂   | 徐佳瑩 |

## 拍攝場景
- 日本北海道札幌市
- 日本北海道小樽市
- 日本北海道余市郡仁木町
- 日本北海道余市郡然別車站
- 日本北海道 水之教堂
- 台灣高雄市旗津旗后山
- 台灣高雄市愛河
- 台灣高雄市愛河愛之船
- 台灣高雄市愛河之心
- 台灣高雄市旗津燈塔
- 台灣高雄市真愛碼頭
- 台灣高雄市福容飯店 永世醫院
- 台灣高雄市京城凱悅 院長的家
- 台灣高雄市大東文化藝術中心 永世醫院
- 台灣高雄市中央公園
- 台灣高雄市鹽埕區敦煌書局
- 台灣高雄市漢神巨蛋
- 台灣高雄市漁人碼頭
- 台灣高雄市捷運世運站
- 台灣高雄市捷運中央公園站
- 台灣高雄市翰品酒店
- 台灣高雄市長庚復健大樓

## 製作團隊
- 原案編劇：龍居由佳里《白色之戀》
- 原企劃：野島伸司
- 導演：江豐宏、鄭芬芬、張晉榮、邱晧洲
- 編劇：劉雪容
- 製作公司：日本黑劍影視製作公司、AX-ON
- 製作人：陳兆柏
- 執行製作：陳翌栩 張書福
- 手語協力指導：李振輝、林亞秀、梁毓蘋
- 音樂配樂：溝口肇
- 製作著作：日本電視台 、中天電視台
- 協助拍攝：高雄市政府文化局影視發展暨拍片支援中心

## 獎項提名
第48屆金鐘獎戲劇節目女主角獎/謝欣穎（入圍）

## 大事紀
本大事紀列表部分資料參考來源：中時娛樂
| 日期           | 事件 | 備註 |
| 2011年5月      | 中天電視與日本電視台合資成立黑劍電視節目製作。 |      |
| 2011年9月      | 黑劍確定首部中天綜合台年度大戲，鎖定曾由酒井法子、大澤隆夫、竹野內豐主演的經典催淚日劇作為改編，演員名單未正式確定。                                                                              |      |
| 2012年2月13日  | 確定男主角鳳小岳、女主角謝欣穎、男配角丁春誠、女配角喻虹淵，導演江豐宏、鄭芬芬。 |      |
| 2012年2月14日  | 鳳小岳、謝欣穎、丁春誠、喻虹淵、葛西建二至日本出席開鏡記者會。 |      |
| 2012年2月15日  | 全劇正式在日本北海道札幌市取景拍攝，在日為期34天拍攝。 |      |
| 2012年3月20日  | 回台灣高雄市繼續後續拍攝工作。 |      |
| 2012年7月中    | 全劇殺青。 |      |
| 2012年10月14日 | 中視上檔。 |      |
| 2012年10月20日 | 中天綜合台上檔。 |      |
| 2013年2月24日  | 全劇播畢。但由於中視主頻播出春節特別節目及華人星光大道總決賽的關係，以致於高畫質版播出進度超前。 中視HD台已於2月24日凌晨2：30先行首播高畫質版完結篇，並於晚上20：30重播，造成該節目結局播了三次。 |      |

## 收視率

### 中視週日晚間首播
| 2012年10月14日                                                                                             | 01 | 0.34 | 3 |
| 2012年10月21日                                                                                             | 02 | 0.38 | 3 |
| 2012年10月28日                                                                                             | 03 | 0.26 | 4 |
| 2012年11月4日                                                                                              | 04 | 0.20 | 4 |
| 2012年11月11日                                                                                             | 05 | 0.32 | 3 |
| 2012年11月18日                                                                                             | 06 | 0.26 | 3 |
| 2012年11月25日                                                                                             | 07 | 0.40 | 3 |
| 2012年12月2日                                                                                              | 08 | 0.34 | 3 |
| 2012年12月9日                                                                                              | 09 | 0.28 | 3 |
| 2012年12月16日                                                                                             | 10 | 0.39 | 3 |
| 2012年12月23日                                                                                             | 11 | 0.41 | 3 |
| 2012年12月30日                                                                                             | 12 | 0.31 | 3 |
| 2013年1月6日                                                                                               | 13 | 0.57 | 3 |
| 2013年1月13日                                                                                              | 14 | 0.34 | 4 |
| 2013年1月20日                                                                                              | 15 | 0.35 | 4 |
| 2013年1月27日                                                                                              | 16 | 0.46 | 3 |
| 2013年2月3日因播出「華人星光大道2總決賽」及2013年2月10日播映初一特別節目「金蛇報喜旺星光」本劇暫停播映二次 |    |      |   |
| 2013年2月17日                                                                                              | 17 | 0.26 | 4 |
| 2013年2月24日                                                                                              | 18 | 0.39 | 3 |
| 平均收視率                                                                                                 |    |      |   |

- 同時段節目：民視《S.O.P女王／美人龍湯》 、華視《愛情睡醒了／K歌情人夢》、台視《螺絲小姐要出嫁／金大花的華麗冒險》
- 資料來源：中時娛樂

## 新聞
- 黑劍翻拍《白色之戀》邀張孝全挑梁
- 鳳小岳 撿仔仔角色 快趁機上位[永久]
- 揮別「流氓」不當少爺　鳳小岳PK大澤隆夫
- 「白色之戀」北海道簽約　日台共普浪漫大戲
- 鳳小岳謝欣穎主演台日合資劇《白色之戀》 （页面存档备份，存于）
- 文藝小生丁春誠 鼎力加盟偶像劇《白色之戀》 （页面存档备份，存于）
- 北海道取景40天 18集燒近億[永久]
- 鳳小岳謝欣穎 10月共譜《白色之戀》

## 附註與參考資料
1. ↑  原意指星星銀幣，同時也是日劇《白色之戀》（日語原名：《星之金幣》）的副標題，源自格林童話中第153篇的篇名，英譯 Star Talers（Thaler）或較淺顯的 Star Money。
2. ↑  蘇詠智、楊起鳳. . 行政院新聞局. 2012-03-20  [2012-03-20]. （原始内容存档于2012-12-05） （中文（臺灣））.

## 外部連結
- 中視《白色之戀》官方網站 （页面存档备份，存于）
- 中天《白色之戀》官方網站
- 《白色之戀》Facebook專頁
- 《CNplus Production》官方網站 （页面存档备份，存于）
- 《黑劍製作》Facebook專頁

## 作品的變遷
| 臺灣 中視 週日22:00~23:30                    | 臺灣 中視 週日22:00~23:30                  | 臺灣 中視 週日22:00~23:30 |
| -------------------------------------------- | ------------------------------------------ | ------------------------- |
|                                              | 白色之戀 （2012.10.14 - 2013.02.24）       |                           |
| 愛啊哎呀，我願意 （2012.06.15 - 2012.10.07） | 借用一下你的愛 （2013.03.03 - 2013.06.02） |                           |

| 臺灣 中天綜合台 週六22:00~23:30 | 臺灣 中天綜合台 週六22:00~23:30            | 臺灣 中天綜合台 週六22:00~23:30 |
| ------------------------------- | ------------------------------------------ | ------------------------------- |
|                                 | 白色之戀 （2012.10.20 - 2013.03.02）       |                                 |
| 康熙來了                        | 借用一下你的愛 （2013.03.09 - 2013.06.08） |                                 |

| 香港 Now101台 星期一至五 23:00-00:00 | 香港 Now101台 星期一至五 23:00-00:00             | 香港 Now101台 星期一至五 23:00-00:00 |
| ------------------------------------ | ------------------------------------------------ | ------------------------------------ |
|                                      | 白色之戀 （2013年2月8日 - 2013年3月21日）        |                                      |
| （2013年1月8日 - 2013年2月7日）      | 仁顯皇后的男人 （2013年3月22日 - 2013年4月12日） |                                      |